# Гриневецький Володимир Трифонович
Гриневецький Володимир Трифонович (*20 червня 1932 року) — український фізико-географ, ландшафтознавець, старший науковий співробітник Київського національного університету імені Тараса Шевченка.

## Біографія
Народився 20 червня 1932 року в селі Березівка Бершадського району Вінницької області. З відзнакою закінчив 1958 року географічний факультет Київського університету, у 1969 році аспірантуру університету. Працював у ґрунтознавчій експедиції географічного університету науково-дослідної секції інженером, старшим інженером-ґрунтознавецем, головним інженером. 1958—1966 роках начальник експедиції. Брав участь у картографуванні ґрунтового покриву, укладанні і редагуванні великомасштабних карт ґрунтів, сільсько-господарських типів земель, тематичних картограм 17 районів Житомирської, Київської і Кіровоградської областей України, Читинської та Новосибірської областей Росії, Східноказахстанської — Казахстану. Працював у науково-дослідній групі прикладної фізичної географії географічного факультету Київського університету. Кандидатська дисертація «Ландшафтне обґрунтування комплексної меліорації земель» захищена у 1989 році.
Організував і забезпечив регулярну діяльність Канівського фізико-географічного стаціонару університету на території державного природного заповідника. У 1973—1977 роках на стаціонарі за керівництвом Гриневецького регулярно проводились спостереження за програмою комплексного літопису природи. Матеріали спостережень покладені в основу розробки міжфакультетської теми «Біогеоценози Канівського державного заповідника…».
У 1977—1980 роках працював на географічному факультеті старшим науковим співробітником науково-дослідної служби — відповідальним за виконання замовленої Київпроектом теми «Природні умови Центральної територіальної зони Київської області: Проект районного планування».
3 1980 року до квітня 2012 року В. Т. Гриневецький працював на посадах молодшого наукового, наукового, старшого, провідного наукового співробітника, завідувача лабораторією відділу фізичної географії (ландшафтознавства) Відділення географії АН УРСР (з 1991 року — Інститут географії НАН України). У дисертаційній роботі, підготовленій під керівництвом професора О. М. Маринича і захищеній у 1989 році, він узагальнив багаторічний досвід комплексних ландшафтознавчих та природоохоронних досліджень, сформулював теоретико-методологічні і прикладні положення щодо ландшафтознавчого обґрунтування комплексної меліорації земель Українського Полісся. Важливі питання, які розробляв В. Т. Гриневецький у дисертаційному дослідженні, і нині є актуальними і практично необхідними для раціонального природокористування.
У 1966—1980 роках викладав на кафедрі фізичної географії за сумісництвом. Розробив програми і методичні настанови з курсів — «Меліоративної географії», «Меліоративної географії СРСР». Читав курси: «Загальне землезнавство», «Фізична географія України», «Географія ґрунтів СРСР». Керував польовою ґрунто- і ландшафтознавчою практикою студентів, написанням курсових та дипломних робіт. У 1971—1980 роках куратор наукового студентського товариства географічного факультету Київського університету. З 1980 року працює у відділі фізичної географії (ландшафтознавства) Відділення географії АН УРСР. На створеному за участю Гриневецького і керованому ним з 1981 року, Димерському комплексному географічному стаціонарі Інституту географії НАН України одержано важливу ландшафтознавчо-геофізичну і геохімічну спостережну та експериментальну інформацію про поліські ландшафти та динаміку їхніх станів впродовж 1981—2009 років. У 1985 році на дослідницькому полігоні працювала одна з секцій VIII з'їзду Географічного товариства СРСР. Член Українського географічного товариства, у 1995—2000 роках член президії, у 2000—2004 член вченої ради.

## Нагороди і відзнаки
Нагороджений Почесними грамотами Президії географічного товариства СРСР, Президії НАН України та Центрального комітету профспілки НАН України.

## Наукові праці
Автор понад 200 наукових праць, 60 енциклопедичних статей до УРЕ, а також до Географічної енциклопедії України (1989—1993); Екологічної енциклопедії (2006—2008); Енциклопедії Сучасної України (2003—2008). Основні праці:
1. (рос.) Использование и охрана природной среды Среднего Приднепровья: Монография. — К., 1986 (в співавторстві).
2. (рос.) Конструктивно-географические основы рационального природопользования в Украинской ССР. Киевское Приднепровье: Монография. — К., 1988 (в співавторстві).
3. Стаціонарні геофізичні і геохімічні дослідження ландшафтів Київського Полісся: Монографія. — К., 1994 (у співавторстві).